# 迪亞納湖
52°29′11″N 13°16′2″E / 52.48639°N 13.26722°E

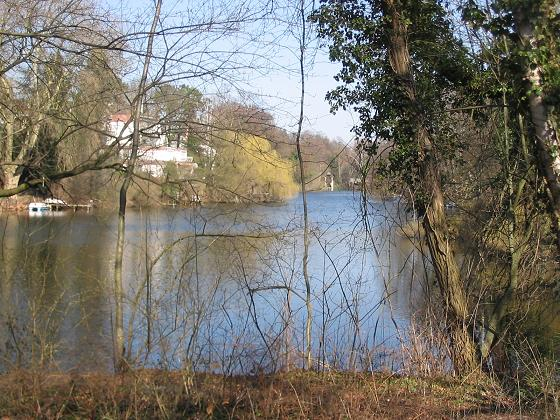

迪亞納湖（德語：Dianasee），是德國的湖泊，位於該國首都柏林，由夏洛滕堡-維爾默斯多夫行政區負責管轄，長0.4公里、寬0.1公里，面積0.02平方公里，最大水深4.5米。